# WR 102hb
WR 102hb — звезда Вольфа — Райе в созвездии Стрельца. Звезда является самой мощной среди звёзд Вольфа-Райе в скоплении Квинтуплет (англ. Quintuplet). Светимость WR 102hb превышает солнечную в 2,6 млн раз; WR 102hb является одной из самых мощных известных звёзд. Несмотря на высокую светимость, звезда доступна для наблюдения только в инфракрасном диапазоне из-за поглощения света в оптическом диапазоне пылью.
WR 102hb является массивной звездой, эмиссионный спектр возникает вследствие мощного звёздного ветра, причиной которого являются высокая светимость и наличие элементов тяжелее водорода в фотосфере. В спектре преобладают линии ионизированного гелия и азота вследствие конвективного и вращательного переноса продуктов термоядерных реакций к поверхности звезды. Поскольку в ядре звезды горит водород, то в спектре видны линии водорода в отличие от более старых, менее ярких и массивных звёзд класса WN. WR 102hb уже потеряла более половины своей массы в процессе эволюции.